# Teatro romano de Amán
El teatro Romano de Amán es un monumento construido en el siglo II. Con aforo para 6 mil personas, es uno de los sitios históricos más famosos de la capital jordana y data del periodo romano cuándo esa ciudad era conocida como Filadelfia. El teatro y el odeón cercano flanquean la Plaza Hachemita hacia el sur y el este, respectivamente, mientras que el ninfeo también de la época romana está a escasos pasos en dirección hacia el suroeste.

## Historia
El teatro fue construido durante el reinado de Antonino Pío. Esta enorme estructura podía albergar a aproximadamente 6 000 personas sentadas. Fue construido en una ladera y orientado hacia el norte para cubrir del sol a los espectadores.
Fue dividido en tres secciones horizontales (diazomata). Los accesos laterales (paradoi) fueron hechos a nivel de piso, uno dirigido hacia la orquesta y otro hacia el escenario. Los espacios detrás de estas entradas ahora albergan el Museo Jordano de Tradiciones Populares y el Museo Jordano del Folklor.
El teatro es utilizado como local para actividades culturales como la Feria Internacional del Libro de Amán, la ceremonia de entrega de premios del Maratón de Amán, y conciertos musicales como el Festival de Música Al-Balad.